# Sjagan
De Sjagan of Tsjagan, Bolsjsoj Tsjagan (Russisch: Шаган, Чаган, Большой Чаган) is een rivier in Kazachstan en Rusland. 
De rivier ontspringt in de Obsjtsji Syrt.
De rivier mondt bij de stad Oral uit in de Oeral.
De rivier wordt gevoed door smeltsneeuw, en is in de winter bevroren.